# Иршич, Радо
Радо «Грегл» Иршич (словен. Rado "Gregl" Iršič; 17 сентября 1910, Мислиня — 12 декабря 1941, Марбург-на-Драу) — югославский словенский партизан Народно-освободительной войны Югославии, Народный герой Югославии.

## Биография
Окончил экономический факультет Загребского университета. С 1933 года член левого академического клуба «Триглав» и участник различных стачек и демонстраций. Член Коммунистической партии Словении с 1936 года. Работал ревизором в Союзе закупочных кооперативов госслужащих в Белграде и в синдикате банковских служащих «Ботич». В 1939 году участвовал в ряде забастовок и протестов банковских служащих, за организацию одной из них в декабре 1940 года арестован и брошен в тюрьму, где подвергался пыткам. После освобождения из тюрьмы стал редактором журнала «Ljudska pravica», участвовал в демонстрациях 27 марта 1941 против присоединения Белграда к Тройственному пакту.
После капитуляции Югославии бежал из армии и вернулся в Штирию, к середине 1941 года стал организатором партизанского движения в Мислиньской, Шалешской, Межишской и Дравской долинах, а также секретарём Мариборского горкома Освободительного фронта Словении. Участвовал в партизанском движении в Мариборе. Был убит гестаповцами при попытке задержания на Присойной улице в Мариборе.
27 ноября 1953 Радо Иршич посмертно награждён орденом и званием Народного героя Югославии.